# Perro Azul
Perro Azul es una editorial privada costarricense.

## Historia
Perro Azul es una editorial privada, creada en 1996 en San José, Costa Rica, por el editor y diseñador Carlos Aguilar. El proyecto, que empezó además como librería dedicada a la distribución de literatura, ensayo y filosofía, fue creciendo poco a poco, hasta convertirse en la actualidad en la editorial privada más importante del país, con gran cantidad de títulos publicados, y con un interés especial en la difusión de la poesía, sobre todo la de autores jóvenes. Algunos autores destacados de esta editorial son Osvaldo Sauma, Luis Chaves, Mauricio Vargas Ortega, Alexánder Obando, Helio Gallardo y Alfredo Trejos. 

## Enlaces
- Entrevista Áncora

- Datos: Q6072857